# Монарх масковий

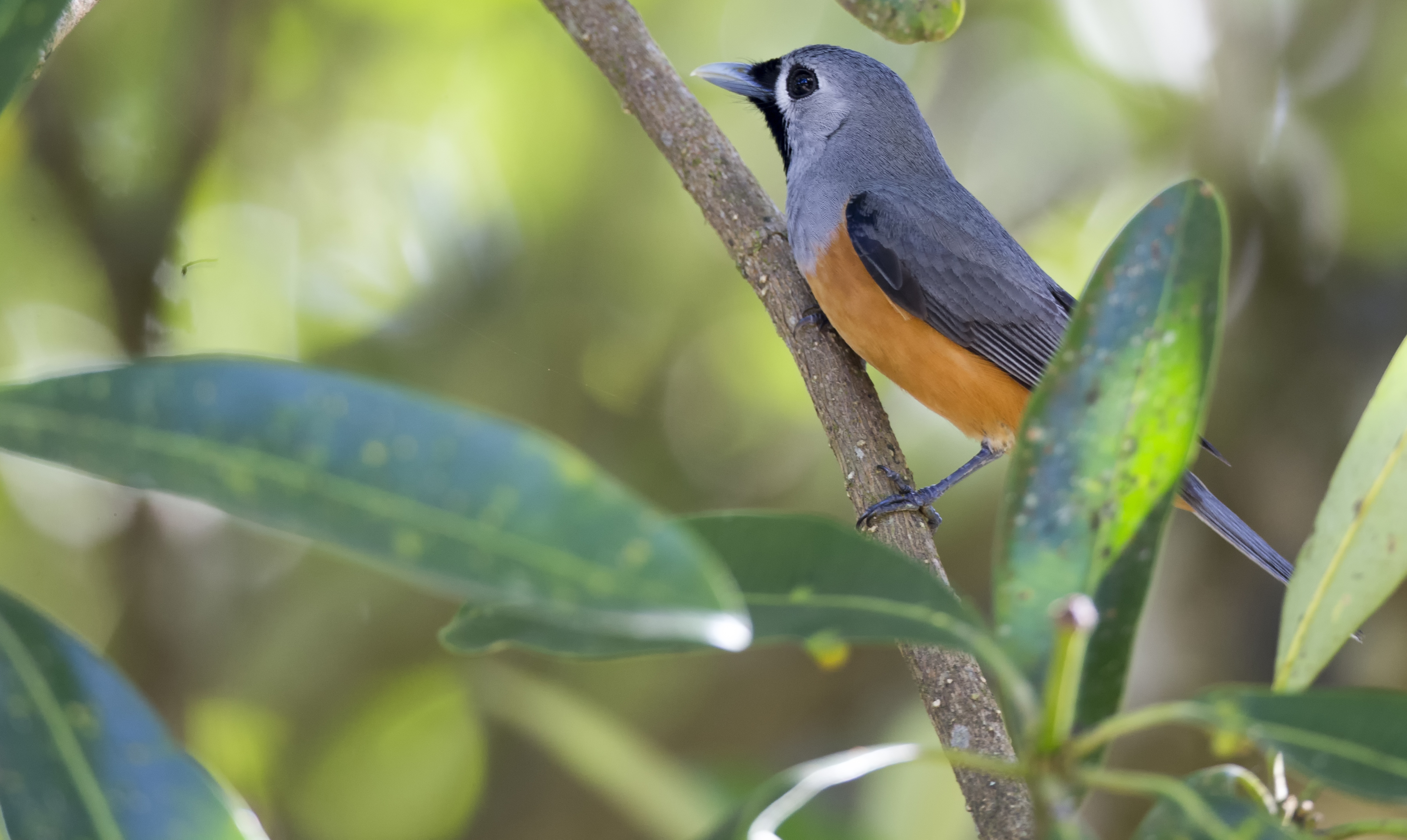
Монарх масковий

Мона́рх масковий (Monarcha melanopsis) — вид горобцеподібних птахів родини монархових (Monarchidae). Мешкає на сході Австралії.

## Опис
Довжина птаха становить 16—17,5 см, з яких від 6,9 до 8,1 см припадає на хвіст. Довжина дзьоба становить від 19,7 до 28,8 мм. Довжина крила становить 82,5—98,5 мм, розмах крил становить 22,5 см. Птах важить 19—27 г. Виду не притаманний статевий диморфізм.
На лобі, обличчі і горлі чорна «маска». Решта голови і шия сизувато-сірі, скроні і бокові сторони шиї сріблясто-сірі. Навколо очей вузькі чорні кільця. Верхня частина тіла сизувато-сіра, кінчики крил темно-коричневі. Верхня частина грудей блідо-сизувато-сіра, решта нижньої частини тіла яскрава, рудувато-коричнева. Нижні покривні пера хвоста бурувато-сірі. Дзьоб сизий з білим кінчиком, очі темно-карі, лапи сизі.
У молодих птахів «маска» на обличчі відсутня, лоб рудувато-коричневий, голова сизувато-сіра. Верхня частина тіла бурувата, а нижня частина тіла світліша, ніж в дорослих птахів.

## Поширення і екологія
Маскові монархи гніздяться на східному узбережжі Австралії, від Атертону на півночі до Ґіпсленду на півдні. Взимку, в квітні, вони мігрують до Нової Гвінеї та на острови Луїзіади, де зимують до серпня. Поодинокі птахи трапляються на заході Австралії, в Новій Зеландії та на островах Ару.
Маскові монархи живуть переважно в тропічних лісах.

## Поведінка
Маскові монархи є переважно комахоїдними, доповнюють свій раціон насінням і плодами. Вони ловлять здобич в польоті, в кронах дерев і в підліску. Рідко спускаються на землю. Сезон розмноження триває з жовтня по лютий. Гніздяться в густих кронах дерев поблизу води, на висоті від 1,5 до 10,7 м над землею. Гнізда мають грушоподібну або конічну форму, підвішуються на гілках, сплітаються з голок казуарин, скріплюються павутинням, встелюється мохом, лишайниками, корінцями. У кладці 2—3 яйця. Насиджують і самець, і самиця, інкубаційний період триває 13 днів.

## Таксономія
Вперше масковий монарх був описаний французьким орнітологом Луї Жаном П'єром В'єйо в 1818 році під назвою Muscicapa melanopsis за зразком з Нового Південного Уельсу (хоча деякі дослідники вважають, що вперше птах був описаний Браяном Саном ще в 1794 році). У 1823 році англійський натураліст Вільям Джон Свенсон повторно описав вид під назвою Muscipeta carinata, оскільки він не знав про більш ранній опис В'єйо. В книзі «Птахи Австралії» 1848 року Джон Гульд подав опис птаха під назвою Monarcha carinata.
За результатами молекулярно-генетичних досліджень виявилось, що найближчим родичем маскового монарха є чорнокрилий монарх (Monarcha frater).